# Waiouru Military Camp
Das Waiouru Military Camp ist eine Militärsiedlung und Trainingscamp der New Zealand Defence Force im Ruapehu District der Region Manawatū-Whanganui auf der Nordinsel von Neuseeland.

## Geographie
Das Camp befindet sich rund 1 km nordöstlich des Ortes Waiouru an den südlichen Ausläufern des Rangipo Desert. Nordöstlich angrenzend liegt das Waiouru Military Area, ein riesiges Militärübungsgelände, das nach Norden bis zu den Kaimanawa Mountains reicht und dessen Ausmaße nach Osten hin nicht bekannt sind.

## Geschichte
Das Military Camp entstand in den 1930er Jahren zum Training von Kräften der Territorial Army. 1939, einen Monat nach der Kriegserklärung Großbritanniens an das Deutsche Reich im Zweiten Weltkrieg, wurde ein großer Teil des Pachtlandes der Schafzuchtstation von Waiouru von der Krone zurückgefordert. Bis zum Dezember 1940 wurde ein großes Trainingslager errichtet und 340 km² Land als Truppenübungsplatz erworben.
Weitere 250 km² im Norden und Osten wurden dem Übungsplatz ab 1949 zugeschlagen. Der New Zealand State Highway 1 wurde ausgebaut und eine Hochspannungsleitung das Moawhango-Tal hinauf errichtet. Das Camp diente als Trainingslager für Wehrpflichtige und den Soldaten der New Zealand Special Air Service. Zu Spitzenzeiten in den 1970er Jahren zählte Waiouru mit dem Camp rund 6000 Einwohner, darunter 600 Kinder. In den 1980er Jahren wurden einige Einheiten der Armee in das Linton Military Camp nach Linton verlegt und mit 1990 war die Bevölkerung des Ortes auf etwa 3000 gefallen. Die Einwohnerzahlen sind weiter rückläufig. Beim Zensus 1996 hatte der Ort noch 2478 Einwohner, 2001 nur noch 1647 und 2006 1380.
Im April 2016 wurde von dem Chief of Army Major General Peter Kelly in einem Zeitungsinterview erklärt, dass das Waiouru Military Camp als Ort für die Grundausbildung von Rekruten aufgelöst wird und nach Burnham bei Christchurch in das Burnham Military Camp verlagert wird. Als Begründung wurde angegeben, dass die Soldaten die Nähe zu einer großen Stadt mit alle ihren Vorzügen benötigen, was der abgeschiedene Ort Waiouru nicht bieten kann. Das Waiouru Military Camp soll verkleinert werden, aber demnach als Camp für das Training mit Waffen erhalten bleiben.

## Bevölkerung
Zum Zensus des Jahres 2013 zählte der Ort Waiouru 741 Einwohner, 46,3 % weniger als zur Volkszählung im Jahr 2006, wobei genaue Angaben über die Zahlen von Soldaten und ihren Familien im Camp, das dem Ort angeschlossen ist, fehlen.

## Waiouru Airfield
Die Royal New Zealand Air Force benutzt das befestigte Waiouru Airfield (ICAO-Code NZRU) westlich des Armeecamps für Übungslandungen von Hercules-Transportmaschinen und das Jameson Field innerhalb des Camps für Hubschrauber.

## HMNZS Irirangi
Die Funkabhörstation HMNZS Irirangi, 2 km nördlich von Waiouru, wurde ab dem Zweiten Weltkrieg von der Royal New Zealand Navy als Waiouru W/T Station, ab 1951 als HMNZS Irirangi, jedoch heute nicht mehr für Abhörzwecke genutzt.